# 大善见王经
大善见王经，南传上座部佛教《巴利文大藏经》中的长部第十七部经。
佛陀选择在拘尸那罗城末罗族的娑罗林中涅槃时，阿难劝其不要在小城中涅槃。而佛陀开导阿难，告诉他此城曾为大善见王的都城，当时人口众多、壮丽繁华。大善见王亲自修行四禅，最后命终升梵界。佛陀最后指出大善见王就是自己的某一前生，并叮嘱阿难要记住四圣谛。
该佛经对应的北传佛教《大正新修大藏经》的位置为《長阿含經·遊行經》（第1部第21卷）、《中阿含經·大善見王經》（第1部第515卷）、《般泥洹經》卷下（第1部第176卷）、《大般涅槃經》卷中下（第1部第196卷）。